# Anoplistes galusoi
Anoplistes galusoi là một loài bọ cánh cứng trong họ Cerambycidae.